# Loewinella nigripes
Loewinella nigripes là một loài ruồi trong họ Asilidae. Loewinella nigripes được Engel miêu tả năm 1929.